# Ghost Rider (film)
Ghost Rider is een Amerikaanse superheldenfilm uit 2007, gebaseerd op de Ghost Rider strips van Marvel Comics. De film kwam in de Verenigde Staten uit op 16 februari 2007.
De film is geregisseerd door Mark Steven Johnson, die ook de films Daredevil en Simon Birch regisseerde. Ghost Rider werd opgenomen in Melbourne, Australië. Hoofdrollen waren er voor Nicolas Cage, Eva Mendes en Peter Fonda. In de film wordt het nummer Ghost riders in the sky opgevoerd door de band Spiderbait.

## Verhaal
De film begint met een flashback in het Wilde Westen. Een ruiter maakt hier een deal met de “Duivel” (Mephisto) om de Ghost Rider te worden. Gedurende zijn werk wordt hij eropuit gestuurd om een contract te halen dat Mephisto had gemaakt met duizend zielen in de stad San Venganzas. Ghost Rider besluit echter dat dit contract te gevaarlijk is om aan Mephisto te geven, en verstopt het.
Daarna maakt de film een sprong vooruit naar de volgende eeuw. Een jonge motorrijder en stuntman genaamd Johnny Blaze ontdekt dat zijn vader, Barton Blaze, stervende is vanwege longkanker. Kort hierna benadert Mephisto hem en belooft Barton te genezen als Johnny zijn ziel aan hem geeft. Johnny gaat akkoord en tekent het contract. Hierbij snijdt hij zijn vinger en een bloeddruppel valt op het contract. Als hij de volgende dag wakker wordt, blijkt zijn vader inderdaad te zijn genezen. Dit maakt echter niet uit aangezien Barton later alsnog sterft wanneer een stunt verkeerd afloopt. Mephisto zoekt Johnny weer op en meldt hem dat hij Johnny’s ziel bezit, en dat Johnny de afleiding van familie niet nodig heeft. Dit maakt dat hij zijn vriendin, Roxanne Simpson, verlaat.
Jaren later is Johnny zelf een bekende motorstuntman geworden, die zelfs de meest onmogelijke stunts weet te overleven. Hij ontmoet Roxanne weer, en de twee bouwen hun relatie weer op.
Ondertussen komt Mephisto’s “zoon” Blackheart naar de Aarde en roept nog drie andere gevallen engelen op, die gezamenlijk bekendstaan als The Hidden en de elementen Aarde, Wind en Water vertegenwoordigen. Ze worden geconfronteerd door Mephisto, die zweert Johnny tot zijn nieuwe Ghost Rider te maken en hem Blackheart te laten doden. Mephisto bezoekt Johnny, en verklaart dat de deal die ze jaren terug maakten ervoor zorgt dat hij alles overleeft. Johnny wordt voor de eerste keer de nieuwe Ghost Rider, en doodt de gevallen engel van het element Aarde. Later redt hij een meisje van een moordenaar, waarbij hij zijn beruchte “penance stare” gebruikt: een techniek die het slachtoffer alle pijn laat voelen die hij anderen heeft aangedaan. Na deze heldendaad ontmoet Johnny iemand die bekendstaat als de Caretaker. Hij verklaart Johnny dat de Ghost Rider de bode is van de duivel, met als taak ontsnapte zielen terug te brengen.
Johnny probeert uit te vinden wat er precies met hem gebeurd is. Hij verklaart Roxanne dat ze niet meer bij elkaar kunnen blijven omdat hij nu de helper van de duivel is. Ze gelooft hem uiteraard niet en verlaat hem. Kort daarop wordt Johnny gearresteerd (de politie vond een naamplaatje van zijn motor vlak bij de plek waar Ghost Rider afgelopen nacht toesloeg). In de gevangenis verandert Johnny weer in de Ghost Rider en ontsnapt. Blackheart stuurt een tweede Hidden, ditmaal het element wind, om de Rider te bevechten. Nadat Ghost Rider ook deze demon verslaat merkt hij dat Roxanne alles heeft gezien. Blackheart ziet dit ook, en beseft dat Roxanne Johnny kan beïnvloeden.
Blackheart vindt Roxanne en dreigt haar te doden als Johnny hem niet het contract van San Venganzas brengt. Johnny bezoekt de Caretaker, die hem het contract geeft. De Caretaker onthult tevens dat hij Carter Slade is, de Ghost Rider uit de openingsscène. Beide veranderen in hun Ghost Rider vormen en rijden door de woestijn naar San Venganzas. Eenmaal daar geeft Carter Johnny zijn pistool, en verdwijnt in het niets. Johnny zet zijn tocht voort door een moeras, waar hij de laatste gevallen engel (van het water element) doodt.
Als Johnny San Venganzas bereikt zijn Blackheart en Roxanne daar al. Johnny bevecht Blackheart, maar de opkomende zon dwingt hem terug te veranderen naar zijn menselijke vorm. Blackheart gebruikt het contract om de duizend zielen op te roepen en te absorberen. Johnny lokt Blackheart een kerk in, waar het nog wel donker is, en verandert weer in Ghost Rider. Hij gebruikt zijn Penance Stare op de duizend zielen, en doodt zo Blackheart.
Na dit gevecht keert Mephisto terug. Bij wijze van beloning voor zijn geslaagde missie wil Mephisto de Ghost Rider vloek wegnemen, maar Johnny weigert en meldt dat hij de vloek zal gebruiken om Mephisto te bevechten. Mephisto vertrekt kwaad en Johnny en Roxanne verlaten San Venganzas.

## Rolverdeling
| Acteur             | Personage                  |
| ------------------ | -------------------------- |
| Nicolas Cage       | Johnny Blaze / Ghost Rider |
| Matt Long          | Jonge Johnny Blaze         |
| Eva Mendes         | Roxanne Simpson            |
| Raquel Alessi      | Jonge Roxanne              |
| Wes Bentley        | Blackheart                 |
| Sam Elliott        | Caretaker                  |
| Peter Fonda        | Mephistopheles             |
| Donal Logue        | Mack                       |
| Daniel Frederiksen | Wallow                     |
| Mathew Wilkinson   | Abigor                     |
| Laurence Breuls    | Gressil                    |
| Gibson Nolte       | Stuart                     |
| Brett Cullen       | Barton Blaze               |
| Rebel Wilson       | Belaagd meisje in steeg    |

## Achtergrond

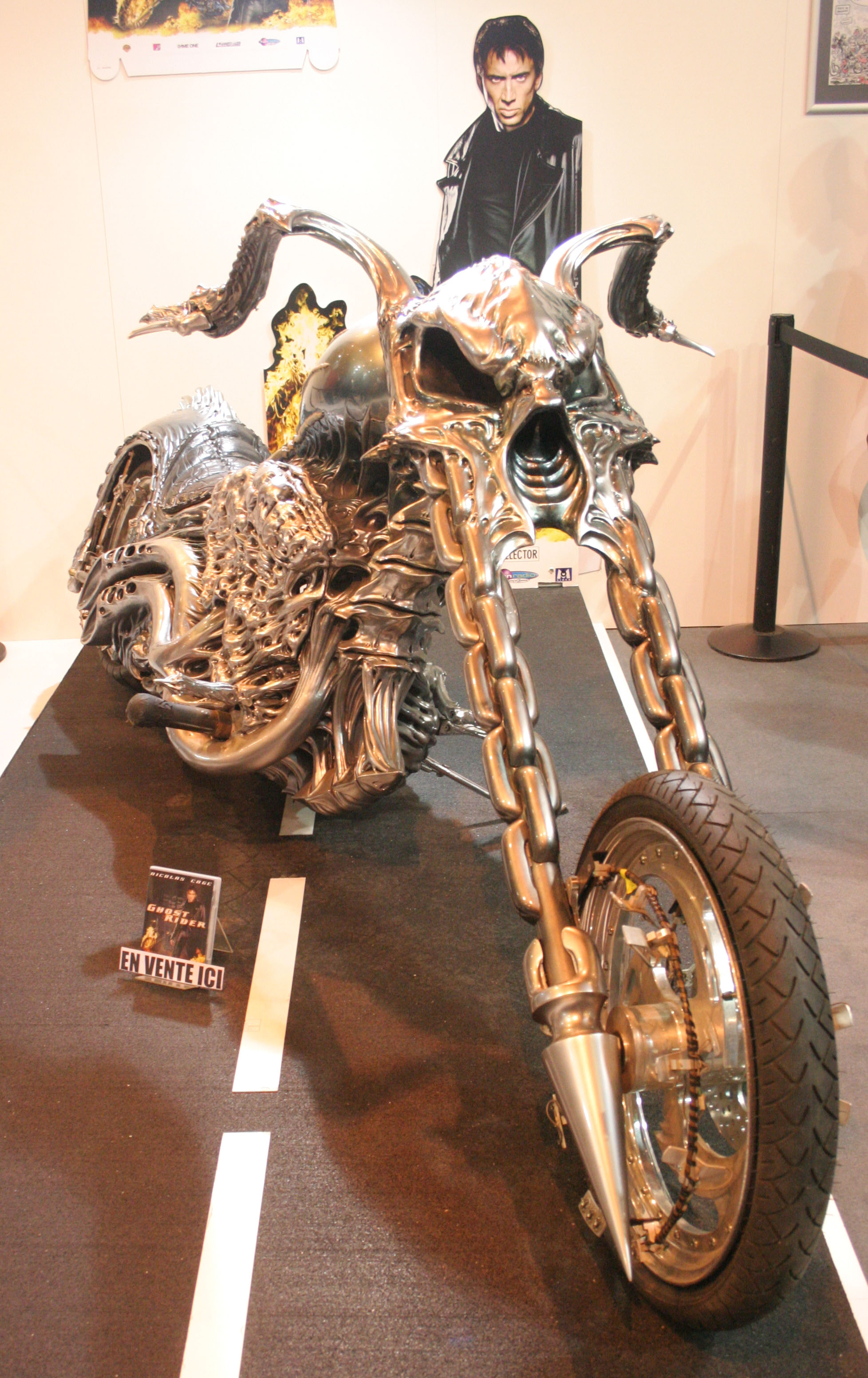
Ghost Rider's motorfiets uit de film

### Productie
In 2000 was Dimension Films van plan om de Ghost Rider-strips te verfilmen voor 75 miljoen dollar. Stephen Norrington, die ook de Blade-films had geregisseerd, werd ingehuurd om de te helpen bij de film. Dit plan werd afgeblazen.
In 2003 nam Columbia Pictures het Ghost Rider-project over, en een eerste scenario werd gepresenteerd door Shane Salerno. De studio huurde Mark Steven Johnson, die ook de Marvel film Daredevil had geregisseerd, in om de film te regisseren. Hij herschreef Shane Salnero's scenario. De film werd echter uitgesteld omdat hoofdrolspeler Nicolas Cage ook meespeelde in de film The Weather Man. Uiteindelijk begonnen de opnames in januari 2005.
De film werd opgenomen in Melbourne, Australië

### Ghost Rider
De Ghost Rider in de film is de originele Ghost Rider uit de strips, Johnny Blaze. Zijn Ghost Rider-form en krachten zijn echter gebaseerd op de Daniel Ketch-Ghost Rider. De Ghost Rider uit de film heeft verder de stuntmotor van de Johnny Blaze-Ghost Rider, maar het kettingwapen van de Daniel Ketch-Ghost Rider.

### Ontvangst
Ghost Rider werd commercieel uitgebracht op 16 februari 2007. De film bracht op de eerste dag $15,9 miljoen op In het openingsweekend bracht de film $44,5 miljoen op, en werd daarmee de grootste opening van 2007 tot nu toe Per 24 februari 2007 heeft de film wereldwijd $81.505.917 opgebracht.
Op Rotten Tomatoes scoort Ghost Rider 28%, gebaseerd op 79 recensies van critici.

### Vervolg
Op 9 februari, 2007, maakte Marvel producer Avi Arad bekend dat er een Ghost Rider 2 zal komen. In november 2010 begonnen de opnames voor deze film, en werd bekend dat de film Ghost Rider: Spirit of Vengeance zal gaan heten. De film werd uitgebracht op 11 december 2011.